# Million Stylez
Million Stylez, bürgerlich Kenshin Iryo (* 1. Juni 1981 in Stockholm), ist ein schwedischer Dancehall-Sänger.

## Leben
Million Stylez wuchs in Sollentuna bei Stockholm auf. Seine Familie stammt ursprünglich aus Japan bzw. Frankreich. Mit neun Jahren begann er sich mit Hip-Hop zu beschäftigen, später wechselte er vom Rap zum Gesang und Deejaying. Schließlich kristallisierten sich Dancehall und Reggae zu seinen musikalischen Schwerpunkten heraus. Als Künstlername wählte er Million Stylez, was das englische Million Styles verballhornt und für musikalische Vielfalt steht. 2005 nahm er an dem von Irie FM initiierten Talentwettbewerb Red Stripe Big Break in Jamaika teil, der mit einigem medialen Aufsehen verbunden war, und belegte dort den vierten Platz von 1200 Teilnehmern.
Danach liefen Million Stylez’ Tracks mit zunehmender Häufigkeit auf skandinavischen und jamaikanischen Sendern. Im März 2006 erschien seine erfolgreichste Single, das Dancehall-Stück Miss Fatty. Diese kletterte in den schwedischen Charts bis auf Platz 27. In Deutschland, wo das Unternehmen Soundquake den Vertrieb übernahm, kam sie auf Nummer 1 der Reggae-Charts. Im August 2006 brachte Million Stylez sein Debüt-Album From A Far bei KBC Music als CD und Doppel-LP heraus und ging danach auf Europatour. 2010 folgte sein zweites Album Everyday.
Million Stylez arbeitete mit verschiedenen Künstlern zusammen. Dabei entstanden diverse Split-Singles. So trug er unter anderem die B-Seite zu den Singles One Night Stand / Celebrate (mit der jamaikanischen Dancehallformation T.O.K., 2003), Beat Drop / All We Do (mit Mr. Vegas und Alozade, 2006) sowie Puff Puff Pass / All Night (mit Ward 21, 2006) bei. Für Griots Album Strossegold (2006) schrieb und sang er die Titel Bänger und Gyallis Anthem. 2012 brachte er mit dem Rapper Ken Ring die schwedischsprachige Single Själen av en vän heraus und konnte sich dadurch erneut in den nationalen Charts platzieren.

## Diskografie

### Alben
- 2006: From A Far, KBC Music
- 2010: Everyday, Adonai Music, Universal Music

### Singles
- 2004: Without U, featuring Famous und Michael Knight
- 2006: All Night
- 2006: Miss Fatty
- 2006: Give Me The Strength
- This Is Da Style

## Belege
1. 1 2  Chartquellen: SE
2. 1 2  Million Stylez bei laut.de

| Personendaten    | Personendaten                   |
| ---------------- | ------------------------------- |
| NAME             | Stylez, Million                 |
| ALTERNATIVNAMEN  | Iryo, Kenshin (wirklicher Name) |
| KURZBESCHREIBUNG | schwedischer Dancehall-Sänger   |
| GEBURTSDATUM     | 1. Juni 1981                    |
| GEBURTSORT       | Stockholm                       |